# 르네상스 센터
르네상스 센터(영어: Renaissance Center)는 미국 미시간주 디트로이트에 위치한 마천루이다. 제너럴 모터스의 본사가 있다.
총 7개의 건물로 구성되어 있으며, 중앙 타워는 미시간주에서 가장 높은 건축물이다. 중앙 타워는 호텔로 활용되며, 인접한 건물에는 쇼핑 센터, 레스토랑, 중개소, 은행 등이 입점해있다.

## 같이 보기
- 미국의 마천루 목록